# 1398
Пізнє Середньовіччя •  Відродження •  Реконкіста •  Ганза •  Столітня війна •  Велика схизма •  Монгольська імперія

## Геополітична ситуація
Державу османських турків очолює султан Баязид I (до 1402). Імператором Візантії є Мануїл II Палеолог (до 1398). Вацлав IV є королем Богемії та Німеччини. У Франції править Карл VI Божевільний (до 1422).
Апеннінський півострів розділений: північ належить Священній Римській імперії, середню частину займає Папська область, південь належить Неаполітанському королівству. Деякі міста півночі: Венеція, Піза, Генуя тощо, мають статус міст-республік. Триває боротьба гвельфів та гібелінів.
Майже весь Піренейський півострів займають християнські Кастилія і Леон, де править Енріке III (до 1406), Арагонське королівство, де править Мартін I Арагонський (до 1410), та Португалія, де королює Жуан I Великий (до 1433). Під владою маврів залишилися тільки землі на самому півдні.
Річард II править в Англії (до 1400). У Кальмарській унії (Норвегії, Данії та Швеції) владу утримує Маргарита I Данська, офіційним королем є Ерік Померанський. В Угорщині править Сигізмунд I Люксембург (до 1437). Королем польсько-литовської держави є Владислав II Ягайло (до 1434). У Великому князівстві Литовському княжить Вітовт.
Частина руських земель перебуває під владою Золотої Орди. Галичина входить до складу Польщі. Волинь належить Великому князівству Литовському. У Києві княжить Іван Ольгимонтович Гольшанський (до 1401). Московське князівство очолює Василь I.
Монгольська імперія займає більшу частину Азії, але вона розділена на окремі улуси. На заході євразійських степів править Золота Орда. У Семиріччі та Ірані владу утримує емір Тамерлан.
У Єгипті панують мамлюки, а Мариніди у Магрибі. У Китаї править династії Мін. Значними державами Індостану є Делійський султанат, Бахмані, Віджаянагара. В Японії триває період Муроматі.
Цивілізація мая переживає посткласичний період. У долині Мехіко склалася цивілізація ацтеків. Почала зароджуватися цивілізація інків.

## Події
- Литовські та українські князі і бояри проголосили Вітовта самостійним правителем держави, яка стала називатися Велике князівство Литовське, Руське та Жемайтійське.
- Перша відома згадка про Стрийське староство.
- 5 квітня під керівництвом Конрада фон ЮнгінгенаТевтонський орден  вибив піратів (віталійських братів) з острова Готланд.
- Франція відмовилася від підтримки антипапи Бенедикта XIII. Французькі війська увійшли в Авіньйон і взяли в облогу папську резиденцію.
- Король Англії Річард II вислав з країни на 10 років Генрі Болінгброка, майбутнього короля Генріха V.
- Королем Боснії став Стефан Остоя.
- Побудовано канал Ельба-Любек.
- Тамерлан розпочав другий зі своїх великих походів — на Індію. 24 вересня військо Тимура перейшло Інд і увійшло в Делі.
- Китайським імператором став Чжу Юньвень з династії Мін.
- Перше письмове згадування про Цхінвалі.
- Корейський Ван Теджо відкрив 360 державних шкіл хянгьо по всій країні, заклавши фундамент всекорейської системи освіти.
- Засновано Університет Сонгюнгван — найстаріший університет Кореї.
- Засновано Ферапонтів монастир.

## Народились
- Монтесума I — 5-й тлатоані Теночтітлана.
- Юй Цянь — китайський військовий та державний діяч, поет часів инастії Мін.

## Померли
- 31 січня — Імператор Суко, 3-й Імператор Північної династії Японії, синтоїстське божество.
- 24 червня — У віці 69-и років помер Чжу Юаньчжан, китайський імператор з 1368, засновник династії Мін.
- 26 серпня — Чжон До-Чон, корейський середньовічний політик, науковець, філософ.